# Tigers Will Survive
Tigers Will Survive è un album di Ian Matthews, pubblicato dalla Vertigo Records nel 1972.

## Tracce
Lato A
1. Never Again – 3:17 (Iain Matthews)
2. Close the Door Lightly When You Go – 3:08 (Eric Andersen)
3. Unamerican Activity Dream – 3:21 (Richard Farina)
4. Morning Song – 3:51 (Iain Matthews)
5. The Only Dancer – 4:00 (Pete Carr)

Durata totale: 17:37
Lato B
1. Tigers Will Survive – 4:16 (Iain Matthews)
2. Midnight on the Water – 2:45 (Iain Matthews)
3. Right Before My Eyes – 2:15 (Peter Lewis)
4. Da Doo Ron Ron – 2:10 (Ellie Greenwich, Jeff Barry, Phil Spector)
5. Hope You Know – 3:19 (Iain Matthews)
6. Please Be My Friend – 5:25 (Iain Matthews)

Durata totale: 20:10
Edizione CD del 2012, pubblicato dalla Esoteric Recordings (ECLEC 2361)
1. Never Again – 3:18 (Iain Matthews)
2. Close the Door Lightly When You Go – 3:09 (Eric Andersen)
3. Un-american Activity Dream – 3:22 (Richard Farina)
4. Morning Song – 3:49 (Iain Matthews)
5. The Only Dancer – 4:17 (Pete Carr)
6. Tigers Will Survive – 4:07 (Iain Matthews)
7. Midnight on the Water – 2:50 (Iain Matthews)
8. Right Before My Eyes – 2:16 (Peter Lewis)
9. Da Doo Ron Ron – 2:14 (Ellie Greenwich, Jeff Barry, Phil Spector)
10. Hope You Know – 3:26 (Iain Matthews)
11. Please Be My Friend – 5:42 (Iain Matthews)
12. Devil in Disguise – 2:25 (Chris Hillman, Gram Parsons) – Bonus Track

Durata totale: 40:55

## Musicisti
- Iain Matthews - voce
- Tim Renwick - chitarra
- Andy Roberts - chitarra
- Cal Batchelor - chitarra
- Ian Whitman - pianoforte
- Bob Ronga - pianoforte
- Woolfe J. Flywheel - accordion
- Ray Warleigh - sassofono alto
- Bruce Thomas - basso
- Timi Donald - batteria
- John Wilson - batteria